# 中國朝鮮語
中国朝鲜语（：／ Jungguk Chosonmal ?），指中国少數民族朝鲜族所使用的民族語言朝鮮語，主要用于黑龙江省、吉林省、辽宁省。

## 概要

### 语言规范
1949年中华人民共和国成立以后，中國朝鮮語原先采用汉谚混写，导致大量基层朝鲜族群众难以阅读文章。延边当地报纸《东北朝鲜人民报》为方便基层朝鲜族民众，于1949年开始发行全谚文的“工农版”，和既有汉谚混写的“干部版”做区分。1952年4月20日全面废除汉谚混写，其他出版业界亦跟随。1963年6月28日，周恩来指示中國朝鲜族语言应以朝鲜平壤文化語为規範，随后延边语文历史研究委员会以文化语为基础对延边朝鲜文进行标准化。目前中国朝鮮语以朝鲜民主主义人民共和国的语言為標準。因此，朝鮮文化语与此语言相当接近，此规范可以适用于中國朝鮮語的“标准语”。
1977年，东北三省朝鲜语文工作协作小组制作的《朝鮮語規範集》，成为中国朝鮮语的概括性的语言规范。有关标准发音法、正楷法、分写法、文章符号的规范亦收入此规范集中。《朝鮮語規範集》增加有关词汇的规范，此后多次扩充内容，并于1984年制作了一部修正版。中韩建交后，随着韓國企业大舉进入中國大陸，两国朝鮮語教育机构也纷纷加强了交流，加上韓流的影响，韓國所使用的韓國標準語，也在该地区渐渐流行开来。

### 地域差别
事实上，各地的朝鮮语并不一样，种类很多。从朝鲜王朝到日治时期，朝鲜族以朝鲜半岛北部为中心，向中國東北地區移居。大致上，以生自咸鏡道者渡过图们江到对岸的吉林省，生自平安道者渡过鸭绿江到辽宁省的居多。除了濟州方言和六鎮方言使用者較少外，朝鮮語其他五大方言在中國境內都有較具規模的分布。例如：吉林省延邊的朝鲜族講咸鏡道方言，辽宁东南部的朝鲜族講平安道方言。
以下为朝鮮地区与中国朝鲜族在語言分布上的大概對應：
- 東北（咸鏡道）方言：吉林省延边朝鮮族自治州、黑龙江省牡丹江市等。
- 西北（平安道）方言：遼寧省東南部。
- 東南（庆尚道）方言：黑龙江省西北部和西南部、內蒙古自治區呼倫貝爾市。
- 西南（全羅道）方言：遼寧省中部的瀋陽、鞍山等以及和其他方言交錯分佈。
- 中部（京畿道等）方言：山東省東部以及和其他方言交錯分佈。
- 六鎮（圖們江南岸）方言：吉林延边图们江北岸地區。
- 濟州（濟州島）方言：和其他方言交錯分佈。

## 特征
音韵、文法与词汇的差异，成为中國朝鮮語的基本特征。受到美蘇冷戰以及朝鮮戰爭的影響，中國政府以朝鮮文化語為參考，製定了《朝鲜语规范集》。因此比起韓國標準語，中國朝鮮語比較趨近於朝鮮文化語，词汇也一定程度上受到了現代汉语的影响，漢字詞發音比較趨近於普通話。1992年中韓建交後，因韓國企業大規模投資中國大陸，以及受到韓流的影響，韓國標准語對中國朝鮮語產生了巨大的影響。

### 音韵
西南方言有元音 [ø]（ㅚ）和 [y]（ㅟ），东南地区有 [ɛ]（ㅐ）与 [e]（ㅔ），不过不被区分。中國朝鮮語受朝鲜半岛北部方言的影响很强，一部分/ㅈ/、/ㅊ/、/ㅉ/以/ㄷ/、/ㅌ/、/ㄸ/的形式出现，保存着北部方言的元音/i/与ㄴ后的半元音/j/。
同时，在东北、东南地方，还有用重音（Accent）來区分语义的，不同音高的語義會有所不同。

### 语法
有着地域方言特色。
例如：現代漢語的一些影响：
| 中國朝鮮語                   | 韓國標準語                             | 現代標準漢語 |
| ---------------------------- | -------------------------------------- | ------------ |
| 전화를 치다 （用手打击电话） | 전화를 걸다                            | 打电话       |
| 무엇을 주면 무엇을 먹는다    | 주는 것은 다 먹는다 （給的東西全吃掉） | 给什麼吃什麼 |

### 词汇
词汇也是方言的一种与众不同的形式，如「개구리」与「개구락지」（青蛙）。然而，由于受到汉语影响，因此不少词汇是从现代汉语借用来的。根据场合不同，有時汉语词汇也使用普通話发音。不过，这种场合下不是“借用”，而是中國朝鲜语和中文共用的东西（多語現象）。
现代汉语借词：
| 漢語     | 延边朝鮮文              | 延边朝鮮文      | 延边朝鮮文                | 北朝鮮文化語           | 北朝鮮文化語      | 北朝鮮文化語              | 韓國標準語              | 韓國標準語        |
| 漢語     | 詞語 （諺文／漢字表記） | 詞源            | 備註                      | 詞語（諺文／漢字表記） | 詞源              | 備註                      | 詞語 （諺文／漢字表記） | 詞源              |
| -------- | ----------------------- | --------------- | ------------------------- | ---------------------- | ----------------- | ------------------------- | ----------------------- | ----------------- |
| 工人     | ／ Gong-in              | （漢語） 工人   | 使用汉字的語 音读形式借词 | ／ Rodongja            | （日語）          |                           | ／ Nodongja， Ilkkun    | （日語）          |
| 办公室   | ／ Ban'gongsil          | （漢語） 辦公室 | 使用汉字的語 音读形式借词 |                        |                   |                           | ／ Samusil              |                   |
| 毕业     | ／ Pil-eob              | （漢語） 畢業   | 使用汉字的語 音读形式借词 |                        |                   |                           | ／ Jol-eob              | （日語）          |
| 圆珠笔   | ／ Wonjupil             | （漢語） 圓珠筆 | 使用汉字的語 音读形式借词 | ／ Wonjupil            | （漢語） 圓珠筆   | 使用汉字的語 音读形式借词 | Bolpen                  | （英語） ballpen  |
| 电脑     | Ttenno                  |                 | 借用汉语的读音            | Komp'yut'ŏ             | （英語） computer |                           | Keompyuteo              | （英語） computer |
| 羊肉串兒 | Yangleouchwal           |                 | 借用汉语的读音            |                        |                   |                           | ／ Yangkkochi           |                   |
| 下海     | Ssyahai-hada            |                 | 借用汉语的读音            |                        |                   |                           | ／ Changŏp-hada         |                   |
| 上班     | Ssangbal-hada           |                 | 借用汉语的读音            |                        |                   |                           | ／ Chulgeun-hada        |                   |

此外延边朝鮮語还有部分日语借词（受滿洲國統治影響）：
| 汉语 | 延边朝鲜文              | 延边朝鲜文 | 延边朝鲜文                   | 韓國標準語              | 韓國標準語     |
| 汉语 | 詞語 （諺文／漢字表記） | 日文詞源   | 備註                         | 詞語 （諺文／漢字表記） | 詞源           |
| ---- | ----------------------- | ---------- | ---------------------------- | ----------------------- | -------------- |
| 洋葱 | Tamanaegi               | Tamanegi   | 使用日语固有词 读音的借词    | ／ Yangpa               |                |
| 眼镜 | Maeganae                | Megane     | 使用日语训读汉字词读音的借词 | ／ Angyeon              |                |
| 广播 | Raji'o                  | Rajio      | 使用日语外来语读音的借词     | Rati'o                  | （英語） radio |

### 引用
1. ↑  Song, Jae Jung, , Routledge: 15, 2005  [2017-11-04], ISBN 978-0-415-32802-9, （原始内容存档于2021-02-03）.
2. ↑  Campbell, Lyle; Mixco, Mauricio, , , University of Utah Press: 7, 90–91, 2007, most specialists... no longer believe that the... Altaic groups... are related […] Korean is often said to belong with the Altaic hypothesis, often also with Japanese, though this is not widely supported.
3. ↑  Dalby, David, , Linguasphere Press, 1999–2000.
4. ↑  Kim, Nam-Kil, ,  2: 282–86, 1992, scholars have tried to establish genetic relationships between Korean and other languages and major language families, but with little success.
5. ↑  Róna-Tas, András, , , Routledge: 67–80, 1998, [Ramstedt's comparisons of Korean and Altaic] have been heavily criticised in more recent studies, though the idea of a genetic relationship has not been totally abandoned.
6. ↑  Schönig, Claus, , , Routledge: 403–19, 2003, the 'Altaic' languages do not seem to share a common basic vocabulary of the type normally present in cases of genetic relationship.
7. ↑  . 中国人民政治协商会议延边朝鲜族自治州委员会. 2019-07-30  [2021-05-06]. （原始内容存档于2021-05-06）.
8. 1 2  千紅姬（천홍희）.  (PDF). 鮮文大學. 2010年  [2020-04-27]. （原始内容 (PDF)存档于2020-11-05） （韩语）.
9. ↑  朴美花.  (PDF). . 2017年, 13  [2020-04-26]. （原始内容存档 (PDF)于2020-07-19） （日语）.

### 來源
書籍
- （日語） 宮下尚子.   [語言接觸與中國朝鮮語的形成]. 九州大学出版会. 2007年.
- 东北三省朝鲜语文工作协作小组办公室.  . 延边人民出版社. 1985年.
- 宣德五、金祥元、赵习.  . 民族出版社. 1985年.